# 蘇州 (雲南)
蘇州，元中期後置，屬建昌路。洪武十五年三月屬建昌府。洪武十七年中縣改屬蘇州，後廢二十一年十月兼置蘇州衞，屬四川都司。二十五年六月州廢，升衞為軍民指揮使司。二十六年三月更名寧番衞軍民指揮使司，屬四川都司。二十七年九月屬四川行都指揮使司。